# Leptophobia eleusis
Leptophobia eleusis is een vlindersoort uit de familie van de Pieridae (witjes), onderfamilie Pierinae.
Leptophobia eleusis werd in 1852 beschreven door Lucas.